# Écully
Écully ist eine französische Gemeinde mit 18.019 Einwohnern (Stand 1. Januar 2022) in der Métropole de Lyon in der Region Auvergne-Rhône-Alpes; sie gehört administrativ zum Arrondissement Lyon.

## Geographie
Die Gemeinde liegt im Ballungsraum westlich von Lyon. Nachbargemeinden von Écully sind:
- Dardilly im Norden,
- Champagne-au-Mont-d’Or im Nordosten,
- Lyon im Osten,
- Tassin-la-Demi-Lune im Süden und
- Charbonnière-les-Bains im Westen.

An der West- und Südgrenze der Gemeinde verläuft der Bach Ruisseau des Planches, der in Lyon in die Saône mündet.

### Verkehrsanbindung
Écuilly ist durch seine Nähe zu Lyon verkehrstechnisch bestens erschlossen. Im Osten des Gemeindegebietes verläuft die Autobahn A6 von Lyon Richtung Norden. Der Nordosten wird von einer Bahnlinie durchquert, die über Dardilly und Villefranche-sur-Saône nach Mâcon führt.

## Bevölkerungsentwicklung
| Einwohner                  | 10.133 | 17.944 | 17.865 | 18.360 | 18.011 | 18.071 |
| Quellen: Cassini und INSEE |        |        |        |        |        |        |

## Wirtschaft
Écully ist Sitz der Groupe SEB. Zudem beherbergt der Ort zahlreiche überregionale Schulen und Universitäten, so zum Beispiel die staatliche Ingenieurshochschule École Centrale de Lyon, die zu den Grandes écoles zählt und das private Paul-Bocuse-Institut für Hotellerie und Kulinarische Kunst.

## Bildung
- EMLYON Business School
- Institut textile et chimique de Lyon

## Sehenswürdigkeiten
- Aqueduc de la Brévenne, Überreste eines römischen Aquäduktes – Monument historique[1]
- Alle Bauwerke in der Gemeinde, die als Monument historique klassifiziert wurden siehe unter[2]

## Söhne und Töchter der Stadt
- Marguerite Friedlaender (1896–1985), deutsch-englische Keramikerin und Porzellangestalterin
- Marion Farissier (* 1991), Wasserspringerin
- Benoît Valentin (* 1992), Freestyle-Skier
- Melvin Bard (* 2000), Fußballspieler
- Aaron Malouda (* 2005), Fußballspieler
- Axel Kayombo (* 2006), kongolesisch-französischer Fußballspieler